# Norbert Lüdecke
Norbert Lüdecke (Düsseldorf, 31 gennaio 1959) è un teologo e canonista tedesco.

## Biografia
Lüdecke ha studiato teologia cattolica, germanistica e storia all'Università di Bonn dal 1977 al 1983, nella stessa università ha conseguito il dottorato nel 1989. Dal 1986 al 1991 ha studiato diritto canonico all'Università di Strasburgo, conseguendo la licenza. Lüdecke è stato impegnato nel tribunale diocesano e nel 1996 ha conseguito l'abilitazione per la docenza di diritto canonico all'Università di Würzburg.
Dal 1996 è professore onorario di diritto canonico e di diritto ecclesiastico all'Università di Francoforte. Ha avuto la cattedra di diritto canonico dell'Università di Bonn dal 1998. Nella stessa università fu prodecano per gli affari generali dal 2013 al 2020. Dal 1996 al 2009 è stato professore di diritto canonico all'Università di Münster.

## Posizioni e ricezione
Norbert Lüdecke è considerato dai canonisti un sostenitore del positivismo giuridico, posizione che, secondo Myriam Wijlens e Christoph Böttigheimer, non è recepita all'estero e trova poco seguito in Germania, dove alcuni la respingono esplicitamente.
Paul Schneider spiega che, secondo Lüdecke, il sistema giuridico canonico, mentre non attribuisce i diritti dei fedeli all'essere uomini, riconosce certi loro diritti che sono basati non sulla volontà dell'autorità ecclesiastica, ma sull'essere battezzati.
Lüdecke è citato più volte, in relazione alla sua opinione sul positivismo giuridico, in opere di non tedeschi.

## Opere principali
- Eheschließung als Bund. Genese und Exegese der Ehelehre der Konzilskonstitution „Gaudium et spes“ in kanonistischer Auswertung (= Forschungen zur Kirchenrechtswissenschaft. Bd. 7), 2 Teile, Würzburg, Echter, 1989 (Dissertation, Universität Bonn, 1988/89).
- Die Grundnormen des katholischen Lehrrechts in den päpstlichen Gesetzbüchern und neueren Aeusserungen in päpstlicher Autorität (= Forschungen zur Kirchenrechtswissenschaft. Bd. 28), Würzburg, Echter, 1997 (Habilitationsschrift, Universität Würzburg, 1995/96).
- Der Codex Iuris Canonici von 1983: „Krönung“ des II. Vatikanischen Konzils? in Die deutschsprachigen Länder und das II. Vatikanum (= Programm und Wirkungsgeschichte des II. Vatikanums. Bd. 4) Hrsg. Hubert Wolf/Claus Arnold, pp. 209 sgg, Paderborn, Schöningh, 2000, ISBN 3-506-73764-3. Hier zum Dokument
- co-curatore con Christoph Grabenwarter: Standpunkte im Kirchen- und Staatskirchenrecht. Ergebnisse eines interdisziplinären Seminars (= Forschungen zur Kirchenrechtswissenschaft. Bd. 33), Würzburg, Echter, 2002.
- con Georg Bier: Das römisch-katholische Kirchenrecht. Eine Einführung., Stuttgart, Kohlhammer, 2012 ISBN 978-3-1702-1645-7
- Die Täuschung. Haben Katholiken die Kirche, die sie verdienen?, Darmstadt, WBG Theiss, 2021 ISBN 978-3-8062-4353-6